# Hexagonales Schach

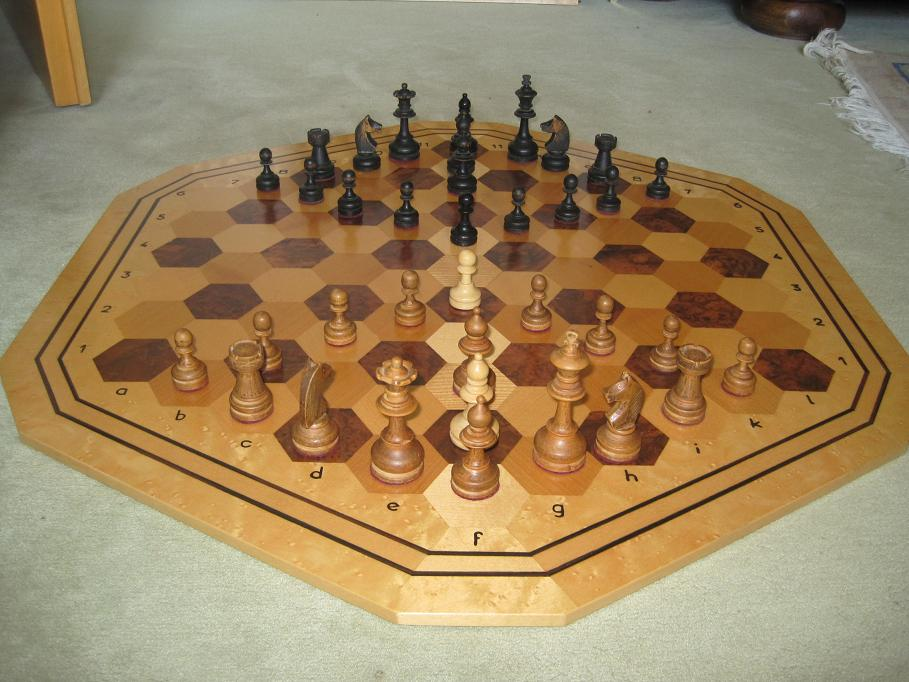
Spielmaterial und Grundaufstellung (nach der Variante von Gliński)

Die Bezeichnungen Hexagonales Schach, Hexagonalschach oder Sechseck-Schach stehen für eine Reihe von Schachvarianten, die von verschiedenen Autoren entwickelt wurden. Wie beim klassischen Schachspiel handelt es sich auch bei den Varianten des Hexagonalschachs um strategische Brettspiele, bei denen die Spieler abwechselnd nach festgelegten Regeln Spielfiguren auf einem Spielbrett bewegen. Die Figuren sind zu Beginn eines Spiels in einer vorgegebenen Startaufstellung angeordnet und unterscheiden sich in ihren Bewegungsmöglichkeiten. Ziel ist es, die als König bezeichnete Spielfigur des gegnerischen Spielers so anzugreifen, dass diesem keine Abwehr durch Schlagen (Entfernen) der angreifenden Figur, Schützen des Königs mithilfe einer eigenen Figur oder Ausweichen des Königs auf ein nicht angegriffenes Feld mehr möglich ist. Dies wird als Schachmatt bezeichnet und bedeutet das Ende des Spiels mit dem Sieg des angreifenden Spielers.
Gemeinsam ist den verschiedenen Hexagonalschach-Varianten ein aus sechseckigen Feldern bestehendes Spielbrett anstelle eines quadratischen Bretts mit einer Aufteilung in 64 Quadrate und einer Kantenlänge von acht Feldern wie beim klassischen Schachbrett. Bei vielen Varianten ist das Spielfeld aus 91 Sechsecken aufgebaut, die in der Form eines regelmäßigen Sechsecks mit einer Kantenlänge von jeweils sechs Feldern angeordnet sind. Statt der zwei Farben eines normalen Schachbretts weisen die Felder eines hexagonalen Schachbretts drei verschiedene Farben auf. Die klassische Einteilung der Zugrichtungen nach Horizontalen (Reihen), Vertikalen (Linien) und Diagonalen ist hier unpassend. Als orthogonal werden stattdessen alle Züge senkrecht zu einer Kante des Ausgangsfeldes bezeichnet, wobei die Feldfarbe von Schritt zu Schritt wechselt, diagonale Züge verlaufen gerade durch die Ecken eines Feldes in Richtung auf die nächsten Felder gleicher Farbe. Sechseck-Schach kann je nach Variante mit zwei oder drei Teilnehmern gespielt werden.

## Glińskis Sechseck-Schach

Schema eines Spielbretts. Felder gleichen Typs sind entsprechend gefärbt.

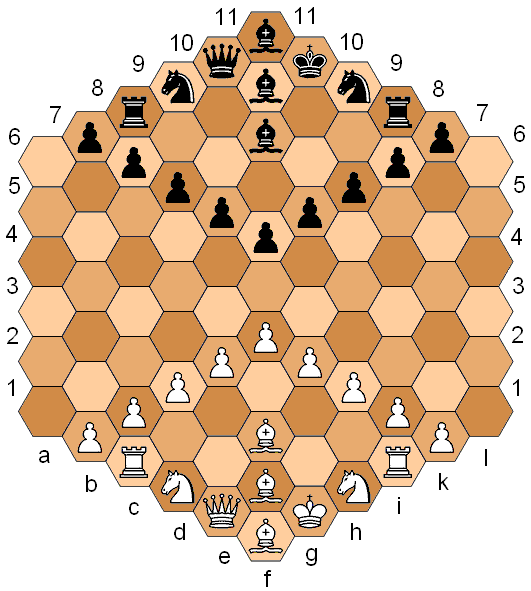
Aufstellung der Figuren in der Spielvariante von Gliński

Die bekannteste und populärste Hexagonalschach-Variante wurde 1936 vom Polen Władysław Gliński entworfen. Sie wird heute meist als Glińskis Sechseck-Schach bezeichnet und durch die International Hexagonal Chess Federation, unter anderem im Rahmen von Welt- und Europameisterschaften, organisatorisch betreut. Die Zahl aktiver Spieler wird auf rund eine halbe Million Menschen vorwiegend in Mittel- und Osteuropa geschätzt. Der bisher erfolgreichste Spieler ist Marek Maćkowiak aus Polen, der neben zwei Europameistertiteln auch die bisherigen zwei Weltmeisterschaften gewann.
Der Figurensatz beider Spielparteien besteht in dieser Variante jeweils aus neun Bauern, zwei Springern, drei Läufern, zwei Türmen, einer Dame und einem König. Das Spielbrett ist aus 91 Feldern aufgebaut und hat die Form eines regelmäßigen Sechsecks. Die Bewegungsmöglichkeiten der Figuren werden in orthogonale und diagonale Züge unterschieden. Ein orthogonaler Zug verläuft entlang von Feldern, die jeweils eine gemeinsame Kante haben, während bei einem diagonalen Zug die Felder nicht direkt benachbart, sondern nur durch eine Linie miteinander verbunden sind. Während bei einem orthogonalen Zug auf ein unmittelbar benachbartes Feld ein Wechsel der Feldfarbe erfolgt, bleibt eine Figur bei einem diagonalen Zug stets auf der gleichen Farbe. Die orthogonalen Züge entsprechen also in der Spiellogik den waagerechten und senkrechten Zügen des normalen Schachspiels.
Der König kann sich orthogonal oder diagonal auf die jeweils genau um ihn herum liegenden Felder bewegen. Die Zugmöglichkeiten des Turms sind auf orthogonale Züge in alle Richtungen und mit beliebiger Weite beschränkt, analog dazu kann ein Läufer nur diagonal ziehen. Die Dame kombiniert die Zugmöglichkeiten des Turms und des Läufers. Der Springer bewegt sich zunächst zwei Felder orthogonal von seinem Ausgangsfeld weg, und anschließend ein weiteres Feld in orthogonaler Richtung nach links oder rechts auf ein Feld, das nicht die Farbe seines Ausgangsfeldes hat. Der Bauer zieht orthogonal um ein Feld in Richtung der gegnerischen Spielbrettseite, beim Schlagen einer Figur jedoch orthogonal um 60 Grad nach links oder rechts von seinem Standort aus. Wie beim normalen Schachspiel kann ein Bauer bei seinem erstmaligen Zug, aus der Grundstellung heraus, um ein oder zwei Felder gezogen werden. Eine Rochade gibt es bei Glinskis Sechseck-Schach nicht. Ein Patt wird mit 0,75 für den pattsetzenden zu 0,25 Punkten für den pattgesetzten Spieler gewertet statt mit 0,5 zu 0,5 wie beim Standardschach.

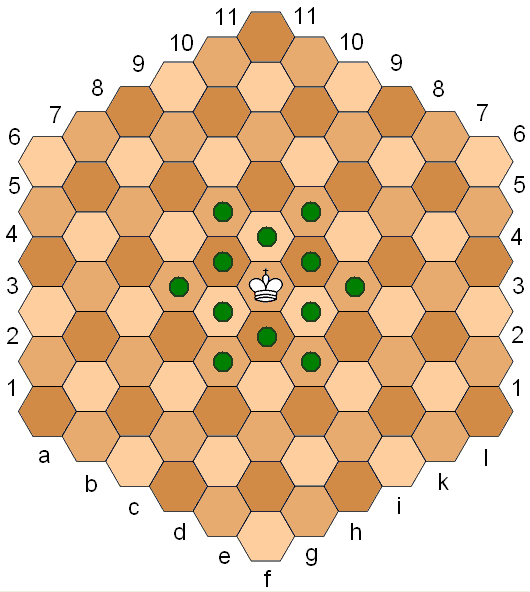
Züge des Königs
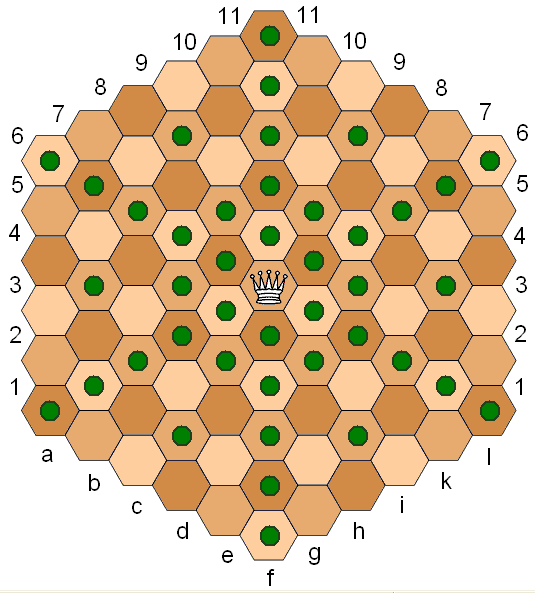
Züge der Dame
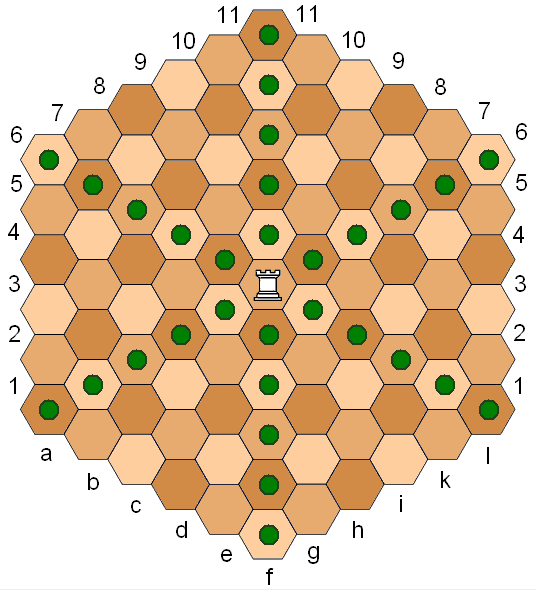
Züge des Turms
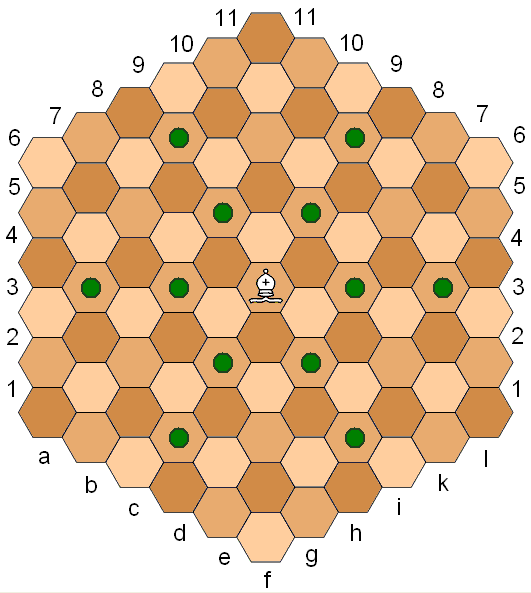
Züge des Läufers
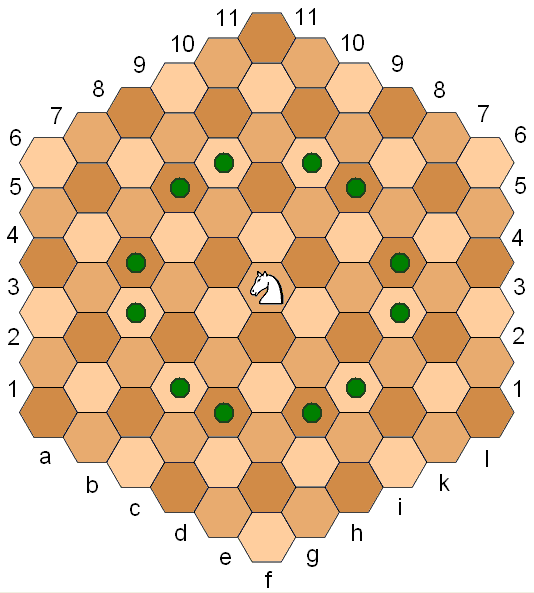
Züge des Springers
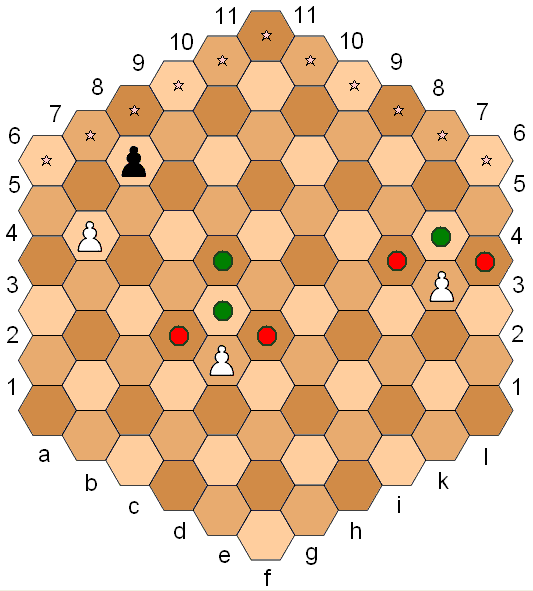
Züge des Bauern

Obwohl Gliński das Spiel bereits 1936 entwickelte, wurde es erst ab dem Anfang der 1970er Jahre bekannt. Gliński, der seit 1946 in Großbritannien lebte, stellte das Spiel im Dezember 1973 auf einer Pressekonferenz vor und veröffentlichte in den Jahren 1973 und 1974 zwei Bücher zu den Regeln und zur Theorie des Spiels. 1976 wurde die British Hexagonal Chess Federation gegründet und die erste Britische Meisterschaft ausgetragen. Ein Jahr später fand zwischen Großbritannien und Polen der erste offizielle Länderwettkampf statt.

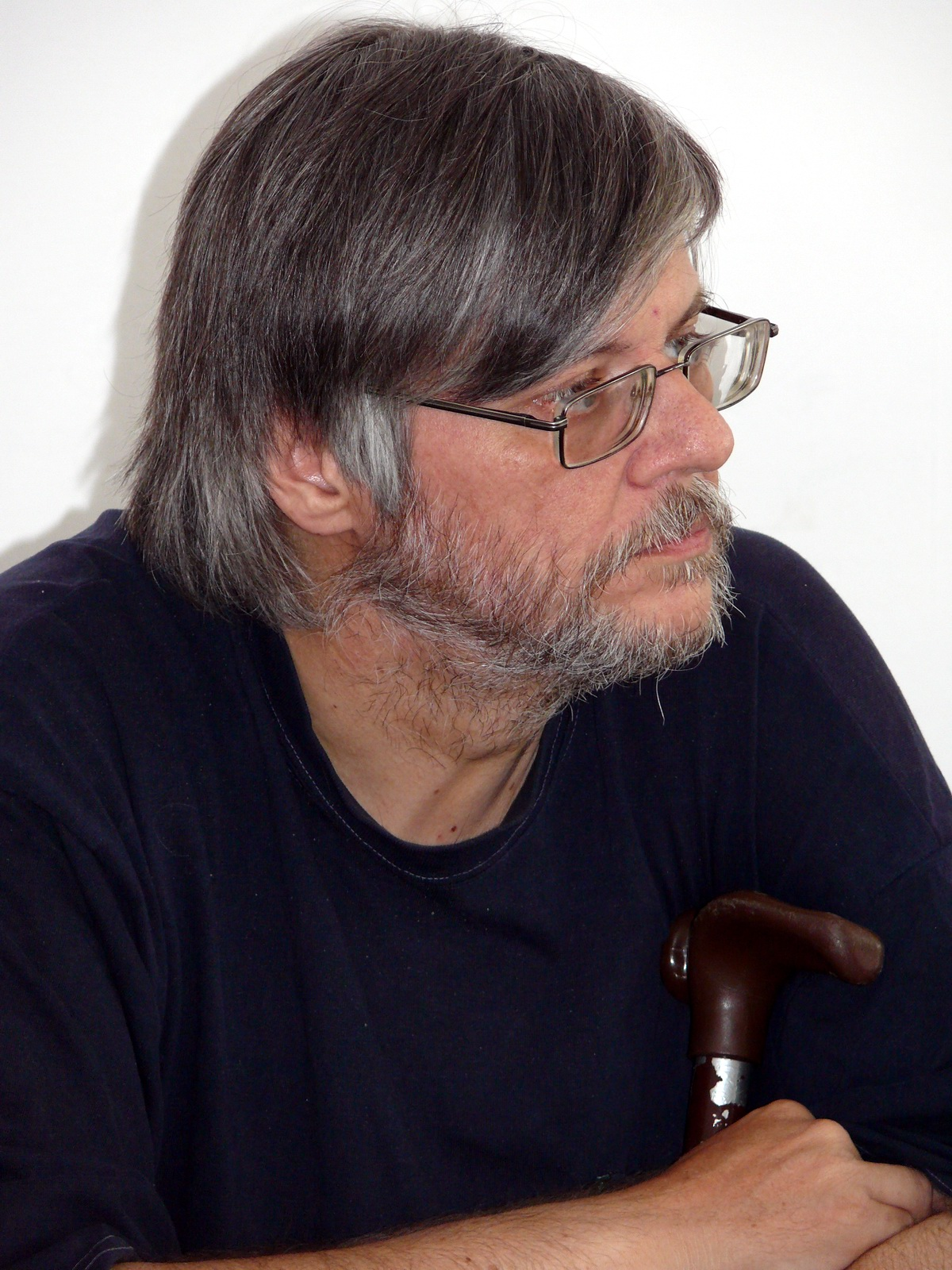
Marek Maćkowiak

Am 18. August 1980 wurde die International Hexagonal Chess Federation (IHCF) gegründet. Die erste Europameisterschaft im Sechseck-Schach fand im gleichen Jahr in London (Großbritannien) statt, vier Jahre später die zweite in Warschau (Polen), 1986 in Poznań (Polen) die dritte und 1989 in Tatabánya (Ungarn) die vierte. Nach dem Tod von Gliński im Februar 1990 kam die organisierte Hexagonalschach-Bewegung nahezu zum Erliegen. Trotzdem fand von Dezember 1990 bis Januar 1991 in Peking (China) die erste Weltmeisterschaft statt. Seit der Neuorganisation der IHCF im August 1996 und dem Wechsel des Sitzes nach Budapest (Ungarn) sind wieder verstärkte Aktivitäten und ein Anstieg der Popularität zu verzeichnen. Im Jahr 1998 wurde in Tatabánya die fünfte Europameisterschaft ausgetragen, ein Jahr später in Rowy (Polen) die zweite Weltmeisterschaft.
Liste der bisherigen Welt- und Europameister
- EM 1980: Marek Maćkowiak (Polen)
- EM 1984: Laszlo Rudolf (Ungarn)
- EM 1986: Laszlo Rudolf (Ungarn) und Marek Maćkowiak (Polen)
- EM 1989: Laszlo Somla (Ungarn)
- WM 1991: Laszlo Rudolf (Ungarn) und Marek Maćkowiak (Polen)
- EM 1998: Sergej Korchitsky (Weißrussland)
- WM 1999: Marek Maćkowiak (Polen)

## Variante von McCooey

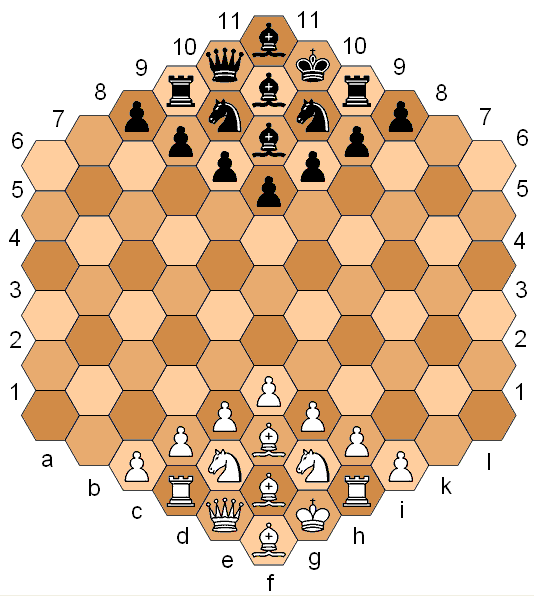
Aufstellung der Figuren in der Variante von McCooey

Eine weitere Hexagonalschach-Variante wurde 1978/1979 von Dave McCooey in Zusammenarbeit mit Richard Honeycutt entwickelt. Ihr Ziel war es dabei, Taktik, Strategie und Spielweise des Standardschachs so weit wie möglich auf eine Sechseck-Variante zu übertragen. Bei der Variante von McCooey wird ebenfalls das regelmäßig geformte 91-Felder-Brett verwendet. Im Vergleich zu Glińskis Sechseck-Schach ist die Aufstellung der Bauern in der Grundstellung jedoch dichter und ohne unbesetzte Felder zwischen den Figuren. Frei bleiben die beiden äußersten Felder der beiden Grundlinien auf jeder Seite. Die Springer stehen jeweils vor und die Türme unmittelbar neben der Dame und dem König. Durch diese Aufstellung sind nur sieben Bauern auf jeder Seite vorhanden. Die Zahl der anderen Figuren ist identisch mit der bei Glińskis Variante, ebenso die Züge der Figuren mit Ausnahme des Bauern. Dieser zieht beim Schlagen einer Figur diagonal, da dies nach Ansicht von McCooey eher den Verhältnissen beim normalen Schach entspricht. Der Mittelbauer kann bei dieser Variante im ersten Zug nur um ein Feld vorgezogen werden. Wie bei Glińskis Sechseck-Schach gibt es keine Rochade. Ein Patt wird mit 0,5 zu 0,5 Punkten bewertet.
Die Ähnlichkeiten zwischen McCooeys Variante und dem Hexagonalschach nach Gliński sind bemerkenswert, da McCooey und Honeycutt nach eigenen Angaben ihre Version ohne Kenntnis von Glińskis Regeln entwarfen. Dies kann als Indiz dafür gelten, dass die meisten der in beiden Varianten identischen Spielprinzipien das Optimum für eine Schachvariante auf einem sechseckigen Spielbrett darstellen. Insbesondere sind die Feldnummerierungen und daraus folgend die Notation bei beiden Varianten identisch; sie folgen einem Fischgräten-Muster mit der f-Linie als Symmetrieachse, wobei die a-Linie bis a6 reicht, die anschließenden Linien bis zur f-Linie um je ein Feld aufsteigen und dann bis zur l-Linie wieder auf sechs Felder fallen.

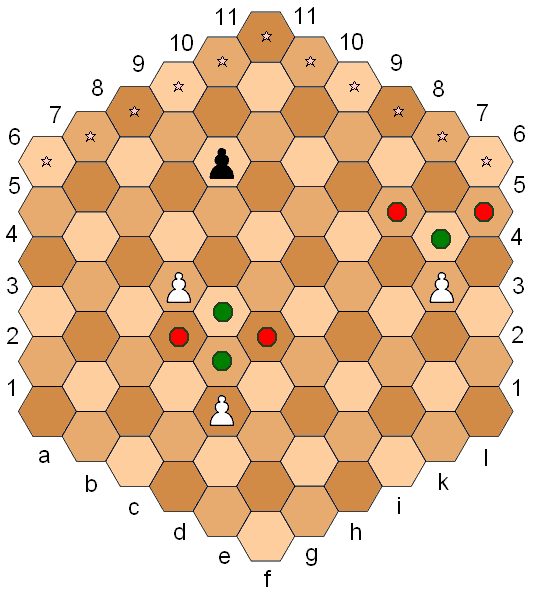
Die von Glińskis Variante abweichenden Züge des Bauern

## Sechseck-Schach nach Schafran
Eine 1939 vom sowjetischen Geologen Isaak Grigorjewitsch Schafran vorgeschlagene Variante weicht bereits im Brettformat von den beiden erstgenannten Varianten ab. Während die Seitenlinien aus sechs Feldern bestehen, weisen die Grundlinien jeweils nur fünf Felder auf. Das damit aus 70 statt 91 Feldern bestehende Spielfeld ist also kein regelmäßiges Sechseck. Die Zahl der Figuren entspricht den Regeln von Glińskis Sechseck-Schach, allerdings weicht die Grundstellung deutlich von Glińskis Version ab. Die Züge der Figuren entsprechen den Regeln von Gliński, bis auf die Bauern. Diese schlagen wie bei der Variante von McCooey diagonal und dürfen im ersten Zug bis zu dem Feld gezogen werden, das sich von ihrer Grundposition aus am dichtesten an der Mittellinie befindet. Im Gegensatz zu den Varianten von Gliński und McCooey sind, wie beim normalen Schach, mit König und Turm Rochaden sowie mit den Bauern En-passant-Züge möglich. Ein Patt wird als Unentschieden gewertet.
Ein weiterer Unterschied zu den obengenannten Varianten ergibt sich aus der Notation; die Bezeichnung der Felder ist bei Schafran an die Linien und die von links nach rechts fallenden Orthogonalen geknüpft und erinnert so an ein Rautenmuster, im Gegensatz zum Fischgräten-Muster der Varianten von Gliński und McCooey.

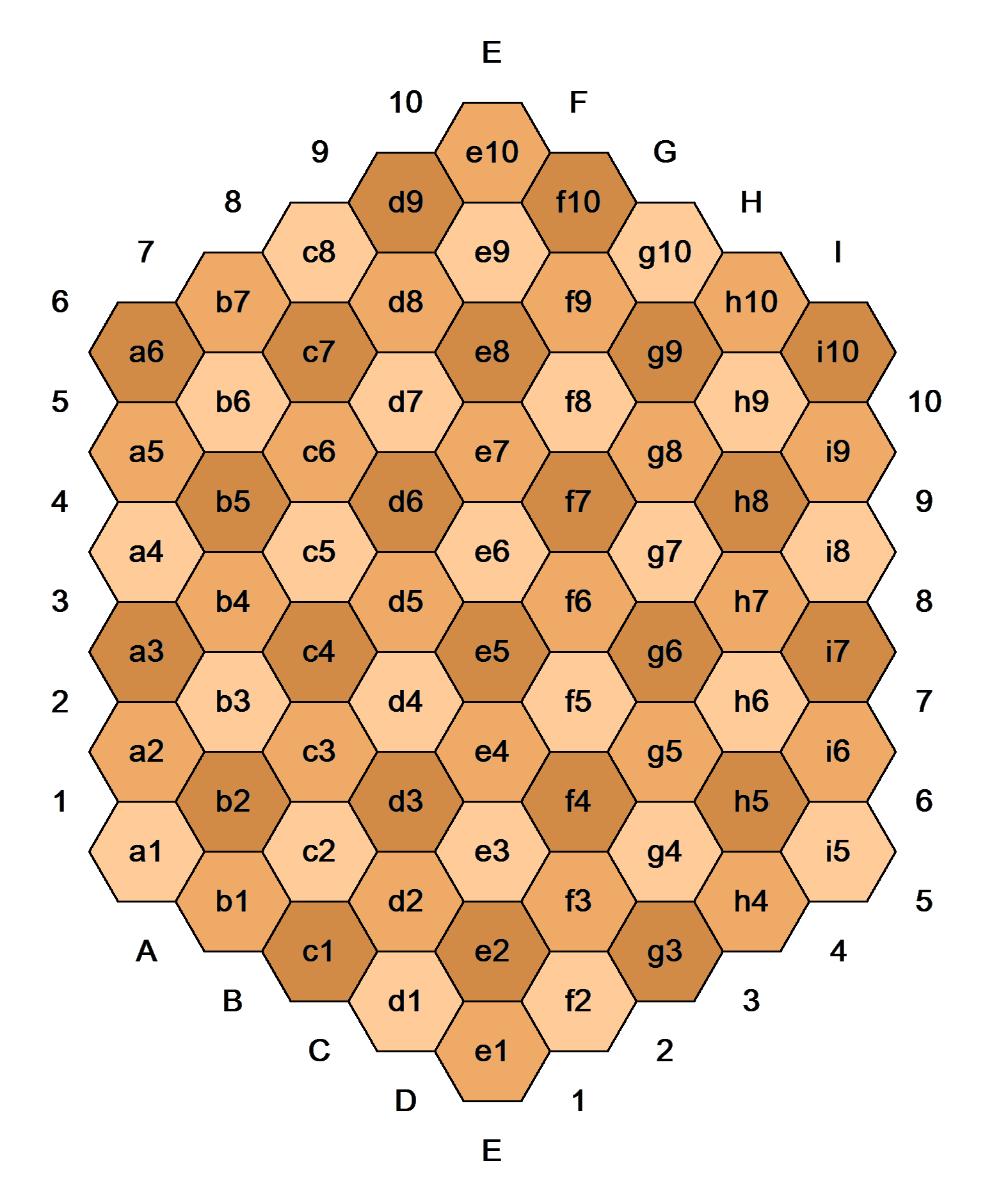
Notationsschema für das Hexagonalschach nach Schafran
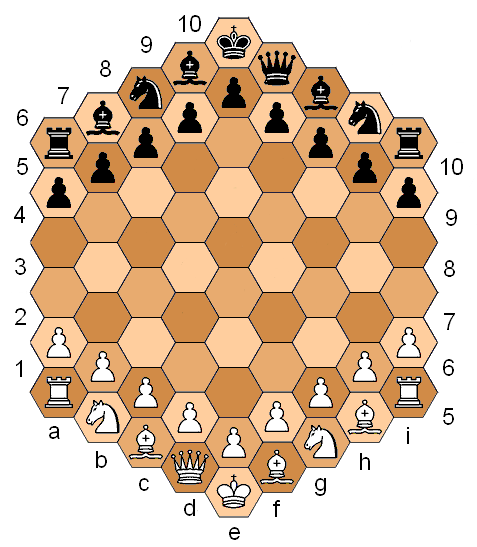
Aufstellung der Figuren in der Variante von Schafran
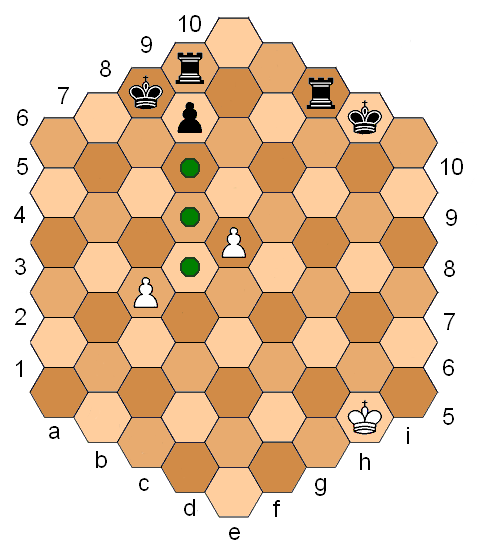
Rochaden und En-passant-Bauernzüge in der Variante von Schafran

## Potentiale der Figuren

### König und Bauern
Der König bleibt die zentrale Figur des Spiels. Zieht er sowohl orthogonal als auch diagonal je einen Schritt weit, kann er diagonal eine Orthogonale passieren, ohne dabei im Schach zu stehen. Dadurch können ihn weder Dame noch Turm allein an einen Rand drängen. Der König gewinnt sozusagen „an Macht“, hat also ein stärkeres Potential als im Standard-Schach. Eine weitere Besonderheit besteht darin, dass der König auf dem Weg von einer Spielfeldecke zur gegenüberliegenden orthogonal ziehend anderthalb Mal so viele Züge zum gegenüberliegenden Feldrand benötigt, als wenn er ausschließlich diagonal zieht. Zieht er von einem Spielfeldrand zum gegenüberliegenden, braucht er orthogonal sogar doppelt so viele Züge wie diagonal. Im Standardschach wirkt sich die Art der Züge (orthogonal bzw. diagonal) von Rand zu Rand dagegen nicht auf deren Mindest-Anzahl aus.
Es gibt Varianten des Hexagonalen Schachs, in denen der König nicht diagonal ziehen kann und somit „teilweise entmachtet“ wird; er entspricht damit dem "Wesir" aus dem Märchenschach, nur eben hexagonal. In solchen Fällen ist der König deutlich schwächer als selbst im Standard-Schach und kann sogar durch eine Dame allein in eine Ecke gedrängt und anschließend dort mattgesetzt werden.
Aus der besonderen Rolle des Königs resultiert, dass für ihn üblicherweise keine Bewertung in Bauerneinheiten angegeben wird. Zumindest im Endspiel und vor allem beim Mattsetzen mit nur einer schweren oder wenigen leichten Figuren, wenn der König aktiv am Mattsetzen des gegnerischen Königs beteiligt ist, wird aber auch dem König eine Stärke in der Größenordnung einer Leichtfigur zugerechnet.
Die Bauern bleiben die schwächsten Figuren auf dem Spielfeld. Bei ihnen wirkt sich das Phänomen der unterschiedlichen Zugzahlen zwischen diagonalen und orthogonalen Verbindungen allerdings noch intensiver und je nach Variante sehr unterschiedlich aus. Ein Bauer nach McCooey & Honeycutt kann sich aus der Grundstellung heraus in fünf Zügen zur gegnerischen Grundlinie „durchschlagen“, benötigt aber ausschließlich ziehend sieben Züge dafür. Ein Gliński-Bauer benötigt dagegen bei ausschließlichem Schlagen fast doppelt so viele Züge bis zur gegnerischen Grundlinie wie beim reinen Ziehen. Inwieweit dies vorteilhaft oder nachteilig ist, hängt von der jeweiligen Situation in der Partie ab. Es erfordert aber – je nach Variante – zusätzlich unterschiedliche taktische Erwägungen, ob man mit einem Bauern lieber zieht oder schlägt. Demgegenüber ist im Standard-Schach die Anzahl der Züge vom Ausgangs- zum Umwandlungsfeld für einen Bauern immer gleich, egal ob er nur zieht, nur schlägt oder beides beliebig gemischt ausführt.

### Schwere Figuren
Die Dame ist auch im Hexagonal-Schach die stärkste Figur auf dem Spielfeld. Mit ihr kann zwar der König nicht allein an den Spielfeldrand beziehungsweise in eine Ecke gedrängt werden, wenn der König diagonal eine Orthogonale passieren kann, ohne im Schach zu stehen. Steht der König aber bereits in einer Ecke, kann er allein mit der Dame mattgesetzt werden. Die Dame bleibt also nicht nur stärkste Figur auf dem Feld, sie hat auch eine größere Potenz als die Dame im klassischen Schach.
Zweitstärkste Figur im Spiel bleibt der Turm. Mit einem allein kann ein König nicht in einem Winkel des Feldes blockiert werden, wenn der König diagonal eine Orthogonale passieren kann, ohne im Schach zu stehen. Man benötigt mindestens zwei Türme, um eine Spielfeldhälfte für den König zu sperren, im Standard-Schach ist dazu ein Turm ausreichend. Zwei Türme können sich andererseits gegenseitig decken, wenn mit ihnen der König an den Spielfeldrand beziehungsweise in eine Ecke gedrängt werden soll. Das ist im klassischen Schach nicht möglich. Die Qualitäten und Wertigkeiten der Türme haben sich also verändert, sind aber mit denen des Standard-Schachs vergleichbar.

### Leichtfiguren
Man braucht drei verschiedenfeldrige Läufer, um im Hexagonalschach eine wirkungsvolle Barriere für den gegnerischen König zu errichten, weil jeder Läufer für sich nur etwa ein Drittel der Felder erreichen kann. Der König und zwei Läufer setzen einen einzelnen König nur in Ausnahmefällen matt. Hinzu kommt eine noch deutlichere Abhängigkeit der Zugmöglichkeiten von der jeweiligen Position des einzelnen Läufers als im orthogonalen Schach.
Die Springer sind im Hexagonalschach etwas stärker einzuschätzen als die Läufer. Zum Mattsetzen genügen zwei Springer, die zudem jedes Feld des Schachbretts erreichen können. Ihre übrigen Qualitäten entsprechen denen im klassischen Schachspiel, insbesondere bezüglich ihrer jeweiligen Position auf dem Feld.
Damit gilt im Endspiel, dass drei Läufer stärker sind als zwei Springer, diese wiederum stärker als zwei Läufer und diese stärker als die Kombination aus Läufer und Springer.

### Quantitative Bewertung der Figuren
In der Ausgabe vom zweiten Halbjahr 1992 der Zeitschrift „Variant Chess“ veröffentlichte der Hexagonalschach-Meister Mirosław Miodoński eine Tabelle mit quantitativen Bewertungen der Schachfiguren auf hexagonalen Feldern. Darin kommt eine erhebliche Uneinigkeit über den Wert von Springern und Läufern zum Ausdruck, während die Wertigkeiten der übrigen Figuren deutlich weniger strittig sind.
| Autor        | König | Dame | Turm | Springer | Läufer | Bauer |
| ------------ | ----- | ---- | ---- | -------- | ------ | ----- |
| W. Gliński   | -     | 10   | 5    | 4        | 3      | 1     |
| R. Slawiński | 4     | 14   | 10   | 4,5      | 2,2    | 1     |
| R. Filutek   | 3     | 11   | 7    | 3        | 4      | 1     |
| J. Roczniak  | 2,34  | 6,66 | 4,46 | 2,30     | 2,60   | 1,00  |
| M. Miodoński | 10    | 35   | 23   | 8        | 12     | 2–7   |

Während Gliński in seiner "First Theory of Hexagonal Chess" die Wertigkeit von Springer und Läufer in die Vorlieben des Spielers und die jeweilige Situation verlagert, empfiehlt Miodoński, in der Eröffnung und im Mittelspiel den Tausch eines Springers gegen einen Läufer in Betracht zu ziehen, weil er die etwas größere Stärke des Springers gegenüber dem Läufer im Endspiel für nicht spielentscheidend hält.

## Abweichende Endspielkonfigurationen
Wie im orthogonalen Schach gibt es auch im Hexagonalschach weitere typische Endspiele. Ihre Ergebnisse unterscheiden sich jedoch teilweise von den zu erwartenden Ergebnissen im orthogonalen Schach. Die abweichenden Varianten sind nachstehend aufgeführt:
- König und Turm schlagen König und Springer; es gibt keine Festungszüge und eine vernachlässigbare Anzahl von Positionen mit ewigem Schach
- König und Turm schlagen König und Läufer; es gibt keine Festungszüge und kein ewiges Schach
- König, Springer und Läufer setzen einen König nur in Ausnahmefällen matt; das ist im modernen Schach langwierig, aber möglich
- König und Dame schlagen nicht König und Turm; 4,3 Prozent der Positionen enden in ewigem Schach, 37,2 Prozent ergeben Festungsstellungen

## Hexagonalschach von Brusky

### Allgemeines und Grundstellung

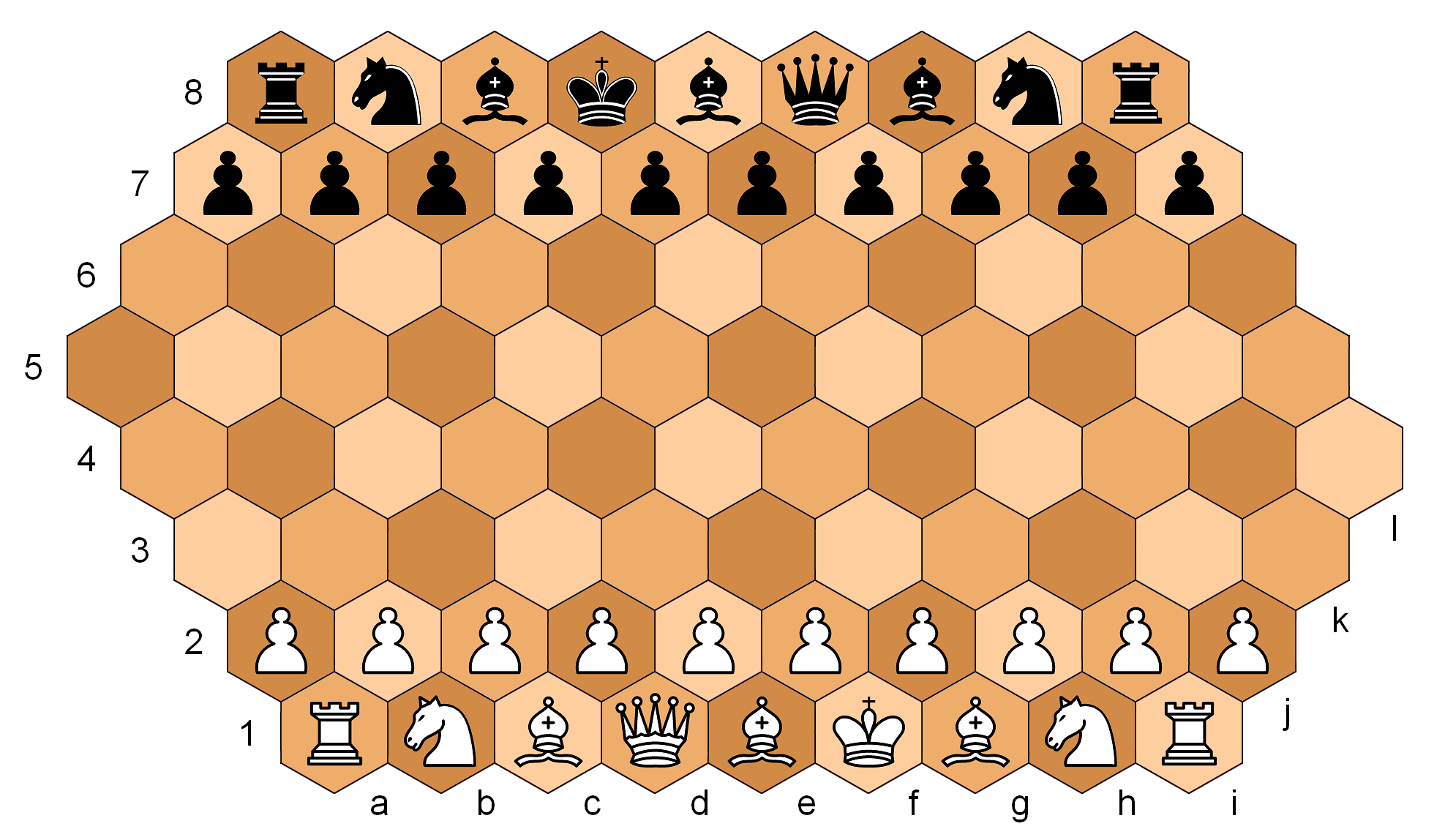

Diese Variante wurde von Yakov Brusky im Jahre 1966 erfunden. Das Spielfeld besteht aus einem irregulären Sechseck mit 84 Feldern; nur die einander gegenüberliegenden parallelen Seiten sind gleich lang. Im Gegensatz zu den bisher vorgestellten Varianten liegt das Spielfeld auf einer Seite. Die Figuren bewegen sich wie bei Glinski, mit Ausnahme der Bauern, von denen außerdem zehn auf dem Brett stehen. Anders als bei Glinski  spiegelt sich die Grundstellung beider Parteien nicht an der Mittellinie, sondern durch den Mittelpunkt des Brettes, so dass die Könige nicht auf einer Linie stehen; Patt gilt als Remis und ergibt im Gegensatz zu Glinski einen halben Punkt. Auch ist die Rochade erlaubt, unter den gleichen Bedingungen und Notationen wie im orthogonalen Schach. Durch die Versetzung der Grundreihen greifen sich die diagonal ziehenden Figuren (Damen und Läufer) in der Ausgangsstellung nicht unmittelbar an.
Wie in der üblichen algebraischen Notation ist jedes einzelne Feld durch eine Kombination aus Buchstaben und Zahlen identifiziert. Die Reihen liegen horizontal und sind durch die Zahlen von 1 bis 8 gekennzeichnet; die Linien stehen im Winkel von 30 Grad zur Vertikalen und sind mit Buchstaben von A bis L definiert.

### Die Züge der Bauern

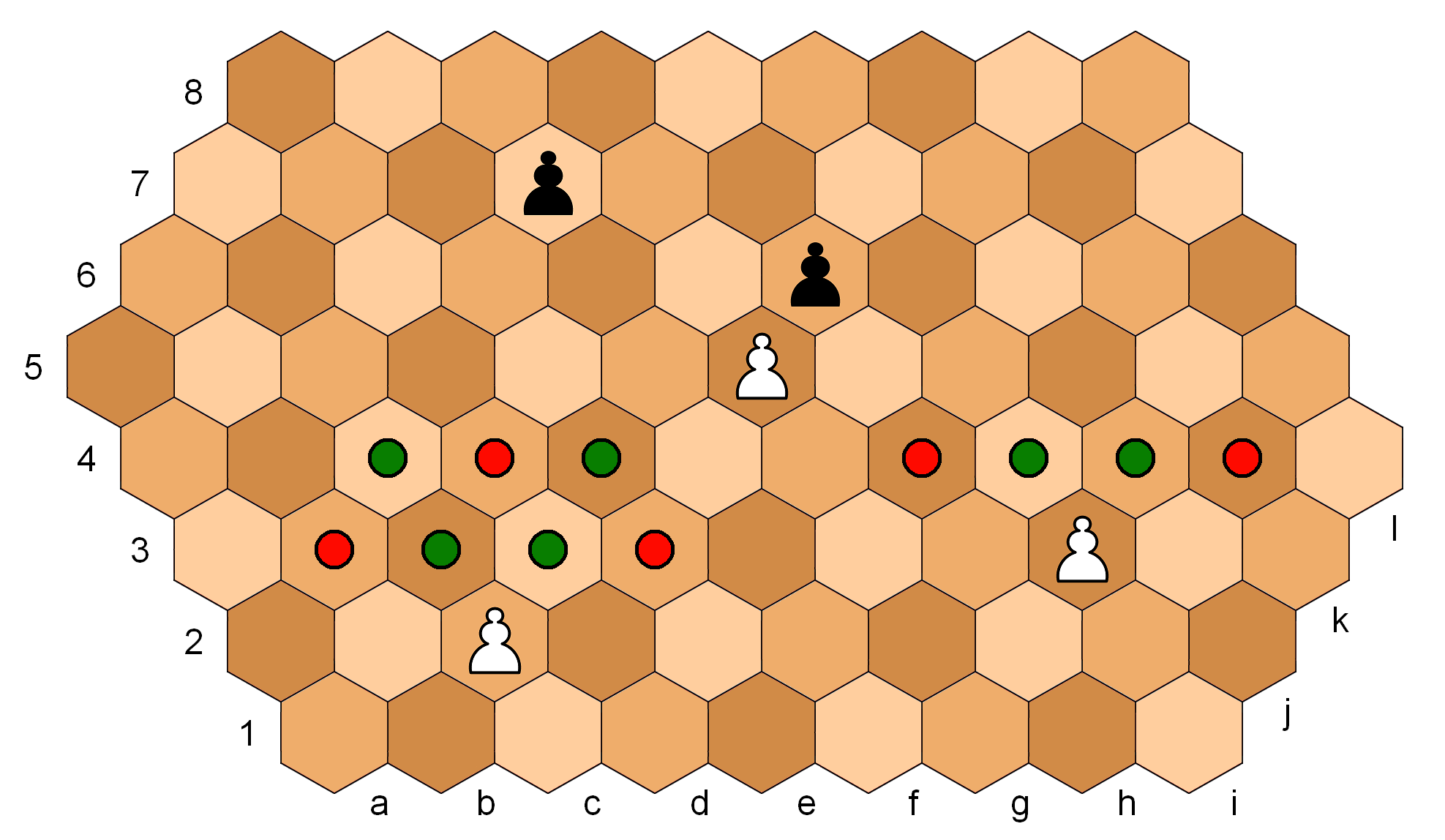

Die Bauern ziehen einen Schritt vorwärts auf einer Linie bzw. aus der Ausgangsstellung einen Doppelschritt vorwärts; sie schlagen einen Schritt diagonal vorwärts, aber nur in Ausgangsstellung auch einen Schritt vertikal vorwärts. Ein Bauer in Ausgangsstellung hat vier Felder zum Ziehen und drei zum Schlagen; das gilt für alle Bauern in Ausgangsstellung, ausgenommen Randbauern. Auch das en-passant-Schlagen ist unter den üblichen Voraussetzungen gestattet. Ein Bauer, der bereits gezogen hat, hat dagegen nur zwei Felder zum Ziehen und zwei zum Schlagen. Infolge der Lage des Spielfeldes (auf einer Seite liegend) hat jeder Bauer genauso viele stille wie Schlagzüge bis zum Umwandlungsfeld, im Gegensatz zu den oben gezeigten Varianten.
Aus der Abbildung ist zu ersehen:
Der weiße Bauer auf dem Ausgangsfeld c2 hat vier Möglichkeiten zum Ziehen (grüne Punkte) und drei zum Schlagen (rote Punkte).
Der weiße Bauer auf i3 hat nur zwei Möglichkeiten zum Ziehen und zwei zum Schlagen.
Der weiße Bauer auf g5 und der schwarze auf h6 blockieren einander in ihrer Bewegung. Wenn aber der schwarze Bauer auf f7 nach f6 oder f5 zieht, so kann Weiß diesen Bauern schlagen, entweder direkt oder en passant, 1. … f7–f5 2. g5xf6 e.p.
Wenn eine gegnerische Figur einen Bauern in einer Zugrichtung versperrt, dann ist auch dessen andere Zugrichtung blockiert. Ist es aber einer von den eigenen Steinen, so kann er sich immer noch auf das freie Feld bewegen.

## Drei-Personen-Schach nach Wellisch

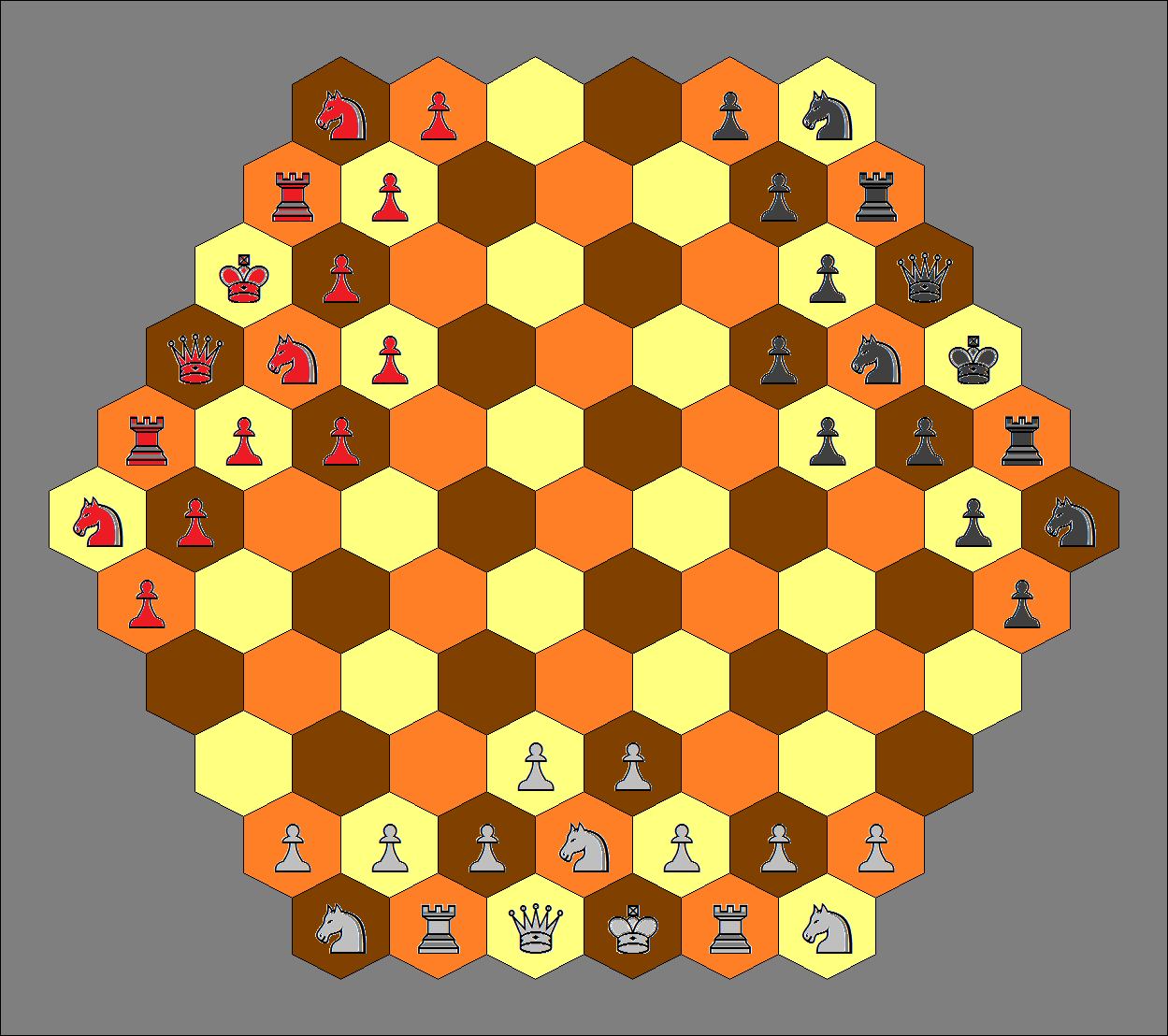

Bereits um 1912 stellte der Wiener Ingenieur Siegmund Wellisch in der „Schachzeitung“ seine Variante eines Schachspiels für drei Personen vor. Als Farbe für die dritte Partei wählte er rot. Auch er konzipierte dazu schon ein reguläres Sechseck-Brett mit 91 Feldern, allerdings lagen die Kanten wie im Standard-Schach waagerecht vor den Spielern. Dafür setzte Wellisch signifikante Änderungen bei Auswahl und Qualität der Figuren um. Nur der Turm zog orthogonal beliebig weit wie gehabt. Der König zog wie ein Wesir orthogonal einen Schritt in beliebiger Richtung. Zur Rochade tauschten König und Turm die Plätze. Die Bauern zogen und schlugen der Einfachheit halber ein Feld orthogonal nach vorn, dafür gab es keinen initialen Doppelschritt. Für die Springer definierte Wellisch, dass sie über den sie umgebenden Kreis orthogonal erreichbarer Felder hinweg in beliebiger Richtung ins erste diagonal erreichbare Feld „sprangen“, also eigentlich wie ein Fers einen Schritt diagonal zogen. Die Dame vereinte auf sich die Zugmöglichkeiten von Turm und Fers/Springer. Auf Läufer verzichtete Wellisch hingegen komplett.

## Weitere Varianten
Es existiert eine Vielzahl weiterer Hexagonalschach-Varianten, die sowohl das regelmäßige 91-Felder-Brett als auch davon abweichende Spielbretter wie zum Beispiel mit 67, 80 oder 84 Feldern verwenden, woraus sich zum Teil auch abweichende Brettformen ergeben. Das aus 67 sechseckigen Feldern aufgebaute Brett für Galachess von Mathew B. Harrer (1980) hat dabei beispielsweise keine sechseckige, sondern eine annähernd rechteckige Form, der aus 64 Feldern bestehende Entwurf von Richard Hazlewood (1986) die Form einer Raute. Die Regeln der verschiedenen Varianten variieren dementsprechend in Zahl und Aufstellung der Figuren sowie ihren Zugmöglichkeiten.
Das ‚Echexs‘ bietet mit einem regulären 217-Felder-Brett bei neun Feldern Kantenlänge sechs Personen die Möglichkeit zum Mitspielen. Die Figuren sind wie bei McCooey in den Ecken aufgestellt, gezogen wird jedoch wie bei Glinski. McCooey hat auch die besonders kleine Variante Mini Hexchess entwickelt, die zu zweit auf einem regulären 37-Felder-Brett mit einem reduzierten Figurensatz (König, je ein Turm, Läufer, Springer, fünf Bauern) gespielt wird.
In einigen Varianten werden auch neue Figuren verwendet, die nicht im klassischen Schachspiel enthalten sind. Bereits 1864 wurde beispielsweise unter dem Namen Hexagonia eine Variante vermarktet, deren Brett aus 127 Feldern bestand und bei der jeder Spieler mit einem König, zwei Kanonen, vier Springern und acht Bauern spielte. Mehrere Entwürfe nutzen darüber hinaus die sich aus der sechseckigen Form des Spielbretts ergebende Möglichkeit von drei Mitspielern, wie das voranstehend erwähnte und genau dafür entwickelte Drei-Personen-Schach von Siegmund Wellisch.